# Chack'n Pop
Chack'n Pop es un videojuego arcade de plataformas lanzado en 1983 por Taito considerado el ancestro de Bubble Bobble dada la apariencia similar de algunos enemigos y la repetición del diseño de un nivel en ambos juegos. La versión arcade además incluye gráficos no usados del personaje Zen-Chan que luego aparecería en Bubble Bobble. Aunque ahora son difíciles de conseguir, se publicaron versiones para las videoconsolas SG-1000, MSX, Famicom, y PC-8801. La versión para SG-1000 es notoria por mostrar escenas nuevas en la introducción y el final del juego, además de incluir un pequeño nivel de entrenamiento antes del primer nivel.

## Mecánica de juego
Chack'n, el protagonista, es una pequeña criatura amarilla (o verde, según la versión del juego) con piernas extensibles. Su misión es superar una serie de laberintos de una sola pantalla. Chack'n puede avanzar sobre el piso o colgándose del techo pero no sobre las paredes. Puede subir a otras plataformas y atravesar paredes altas extendiendo su piernas la altura necesaria. Puede lanzar granadas que explotan luego de unos segundos, dejando un nube de humo. Chack'n muere si es alcanzado por el humo de las granadas.
El jugador tiene un límite de tiempo para superar cada escena, marcado por el personaje Mighta empujando una roca en la parte superior de la pantalla. Mighta aparece en Bubble Bobble como un enemigo recurrente. La meta de Chack'n es llegar a lo alto del nivel antes de que el tiempo límite expire. Él es retrasado en el proceso por una serie de muros sólidos. Para pasar los muros, debe liberar unos corazones de sus jaulas, usando las granadas.
Otro obstáculo son los enemigos Monstas (que luego reaparecen en Bubble Bobble) que nacen de huevos. Es posible utilizar las granadas de mano para destruir los huevos e incluso a los mismos enemigos. Sin embargo, el jugador obtiene puntos extras si completa el nivel sin destruir a ninguno de ellos.
En niveles superiores aparecen plataformas móviles y botellas de agua que al recogerlas inundan todo la escena. El agua no destruye nada ni detiene a los enemigos, pero le permite a Chack'n nadar para alcanzar ciertas plataformas.
Una vez que el jugador completa todos los niveles, Chack'n puede casarse con su novia, Miss Chack'n.

## Cameos
Aunque Chack'n Pop no fue un gran éxito, otros juegos de Taito incluyen cameos de Chack'n u otro contenido del juego.

### Bubble Bobble
Aparte de la reaparición de los enemigos Monsta y Mighta, el nivel 29 de Bubble Bobble es una copia exacta de uno de los primeros niveles de Chack'n Pop. En el nivel 43 las plataformas están ordenadas para sugerir al forma del protagonista Chack'n. Al finalizar el nivel 93, todas las burbujas sobrantes se convierten en premios con la forma de Chack'n. Chack'n también aparece en el centro del ítem con forma de corazón que vuelve invencibles a los protagonistas del juego por un período.

### Fairyland Story
El diseño del nivel 37 de Fairyland Story está basado en la forma de Chack'n.

### Parasol Stars
El mundo 10 de Parasol Stars es un homenaje a Chack'n Pop, porque no sólo los únicos enemigos son Monstas y Mightas en cada escena, sino que también aparecen enemigos con la forma de Chack'n, y la primera escena de es una recreación de la primera escena de Chack'n Pop. Chack'n hace una breve aparición en uno de los finales del juego.

### Puzzle Bobble
En Puzzle Bobble y Puzzle Bobble 2, Chack'n aparece en el centro de la pantalla en el modo de dos jugadores, observado el desarrollo del juego y mostrándose excitado cuando ocurre una buena jugada.

### Bubble Symphony
En Bubble Symphony, Chack'n es uno de los personajes clásicos de Taito que aparece para ayudar a los protagonistas.

### Bubble Memories
En Bubble Memories, Chack'n aparece como un enemigo, atacando al protagonista con granadas. Miss Chack'n aparece representada en el diseño del nivel 35.

### Arkanoid DS
En Arkanoid DS, Chack'n aparece representado en el diseño de la escena D-4.

## Recopilaciones
Chack'n Pop fue incluido en Taito Legends 2, una recopilación de juegos arcade de Taito.